# Чарни Ђерић
Чарни Ђерић (Београд, 22. новембар 1971) је савремени играч, кореограф, аутор сценских покрета, глумац, редитељ и педагог.
Члан је УДУС-а и УБУС-а (Удружења балетских уметника Србије).
Један од оснивача Сервиса за савремени плес „Станица“. Педагог је у школи глуме „Студио Центар“.
Оснивач је позоришног удружења и предавач позоришног студија „Три даске, два глумца и једна страст“ (2015 – 2019).
Учествује на фестивалима: БИТЕФ, БЕЛЕФ, БРАМС, ИНФАНТ, ФИАТ, Будва-Град театар, Балканска платформа, ЛОФТ, Мали Мажуранић, Нај, нај, нај фестивал итд.
Наступао је у следећим позориштима: Југословенско драмско позориште, Битеф театар, Народно позориште у Београду, Истер театар, Беорадско драмско позориште, Мало позориште „Душко Радовић”, Народно позориште у Суботици, Пулс театар, Позориште лутака у Нишу, Позориште лутака „Пинокио”, Атеље 212, Народно позориште у Ужицу, Шабачко позориште итд.